# 安宅和人
安宅 和人（あたか かずと、1968年3月7日 - ） は、富山県出身の日本の情報学者・脳科学者。LINEヤフーCSO、慶應義塾大学環境情報学部教授、滋賀大学データサイエンス学部アドバイザリーボード。
データサイエンティスト協会理事・スキル定義委員長。一般社団法人「残すに値する未来」代表。イェール大学脳神経科学PhD。

## 来歴
東京大学大学院生物化学専攻にて修士課程を修了し、マッキンゼー・アンド・カンパニーに入社した。
4年半の勤務後、イェール大学脳神経科学プログラムに入学。
2001年春、学位を取得する（Ph.D.）。
ポスドクを経て2001年末にマッキンゼー復帰に伴い帰国した。
2008年からヤフーに入社し、2012年よりCSOを務めている。
2016年より慶應義塾SFCで教えている。
2022年よりZホールディングスのシニアストラテジストを務める。全社横断的な戦略課題の解決、事業開発に加え、途中データ及び研究開発部門も統括する。
学外ではデータサイエンティスト協会理事のほか、総合科学技術イノベーション会議(CSTI)専門委員、内閣府デジタル防災未来構想チーム座長、教育未来創造会議委員、新AI戦略検討会議委員等の公職を歴任した。

## 著作
- 安宅和人『イシューからはじめよ――知的生産の「シンプルな本質」』英治出版（原著2010/11/24）。ISBN 978-4862760852。
- 安宅和人、高橋威知郎、河本薫、吉田隆光、北川拓也、工藤卓哉、西山直樹、シバタアキラ『トップデータサイエンティストが教える　データ活用実践教室』日経BP（原著2015/3/21）。ISBN 978-4822279127。
- 安宅和人『ビッグデータvs.行動観察データ：どちらが顧客インサイトを得られるのか』ダイヤモンド社〈DIAMOND ハーバード・ビジネス・レビュー論文〉（原著2015/6/8）。ASIN B00YMANUYM。
- 安宅和人、北川拓也、森健志郎、古川健介、安藝貴範、野林徳行、粟飯原理咲、川鍋一朗 著、宇野常寛 編『資本主義こそが究極の革命である 市場から社会を変えるイノベーターたち』角川書店（原著2015/6/10）。ISBN 978-4041029930。
- 安宅和人『知性の核心は知覚にある』ダイヤモンド社〈DIAMOND ハーバード・ビジネス・レビュー論文〉（原著2017/10/6）。ASIN B075YYJZ4F。
- 安宅和人『人工知能はビジネスをどう変えるか』ダイヤモンド社〈DIAMOND ハーバード・ビジネス・レビュー論文〉（原著2018/3/8）。ASIN B079YHVSC1。
- 安宅和人、池宮伸次『ビッグデータ探偵団』講談社〈講談社現代新書〉（原著2019/9/18）。ISBN 978-4065173145。
- 安宅和人『シン・ニホン AI×データ時代における日本の再生と人材育成』NewsPicksパブリッシング（原著2020/2/20）。ISBN 978-4910063041。
- 慶應SFC関係者『2050年の入試問題』日本経済新聞出版（原著2022/3/16）。ISBN 978-4532324612。

## 人物
- 常にダイエットコーラを飲んでいる。（年約1000本消費する）